# You’ll Never See…
You’ll Never See… — второй студийный альбом шведской дэт-метал-группы Grave. Был выпущен в 1992 году  на лейбле Century Media Records.

## Об альбоме
Впервые альбом был проигран в студии Sunlight в Стокгольме.

## Список композиций
1. «You’ll Never See» — 5:10
2. «Now and Forever» — 4:18
3. «Morbid Way to Die» — 4:47
4. «Obsessed» — 3:51
5. «Grief» — 4:53
6. «Severing Flesh» — 5:15
7. «Brutally Deceased» — 3:59
8. «Christi(ns)anity» — 4:44